# Ironbound
Ironbound (с англ. — «Окованный железом») — пятнадцатый студийный альбом американской трэш-метал группы Overkill, выпущен 29 января 2010 года на лейбле Nuclear Blast в Европе, и 9 февраля в США. Ironbound — первый альбом Overkill, который попал в хит-парад Billboard 200 за последние 17 лет. В первую неделю продаж в США было продано более 4 тысяч копий альбома. Критики очень хорошо восприняли альбом, некоторые назвали его «thrash-terpiece» («трэшедевром»).

## Список композиций
| №   | Название                | Длительность |
| --- | ----------------------- | ------------ |
| 1.  | «The Green and Black»   | 8:12         |
| 2.  | «Ironbound»             | 6:33         |
| 3.  | «Bring Me the Night»    | 4:16         |
| 4.  | «The Goal Is Your Soul» | 6:41         |
| 5.  | «Give a Little»         | 4:42         |
| 6.  | «Endless War»           | 5:41         |
| 7.  | «The Head and Heart»    | 5:10         |
| 8.  | «In Vain»               | 5:13         |
| 9.  | «Killing for a Living»  | 6:14         |
| 10. | «The SRC»               | 5:08         |

## Реакция
Ironbound получил очень положительные отзывы, в то время как Бобби «Блиц» Эллсворт был главным пунктом признания критиков. Чед Боуар из About.com заявляет: «Что выделяет Overkill, так это вокалист Бобби „Блиц“ Эллсворт, чей высокий звук уникален и мгновенно узнаваем. Он может сбавить обороты и петь в более низком диапазоне, но может вопить, когда это требуется.» В обзоре Blabbermouth.net говорится: «Ironbound — одна из, если не самая потрясающая коллекция мелодий, которую эта легендарная группа когда-либо записала на пленку.» Гитарист Exodus и Slayer Гари Холт заявил в интервью о том, что Ironbound — «одна из лучших их записей за всю их историю; она так хороша».

## Участники записи
- Бобби «Blitz» Эллсворт — вокал
- Д. Д. Верни — бас-гитара, бэк-вокал
- Дэйв Линск — соло-гитара, бэк-вокал
- Дерек Тэйлер — ритм-гитара, бэк-вокал
- Рон Липники — ударные

Производство
- Overkill — производство
- Петер Тэгтгрен — сведение (в студии The Abyss)
- Д. Д. Верни, Дэйв Линск — инжиниринг
- Йонас Кьелгрен — мастеринг
- Джон «Джоннирод» Чорчиари (англ. Jon "Jonnyrod" Ciorciari) — запись (на JRod Productions)
- Дэйв Линск — запись (в студиях SKH Recording Studios)
- Дэн Корнефф — редактирование

Работа и дизайн
- Трэвис Смит — обложка, оформление буклета
- Эдди Маллук — фотография

### Студии
- The Abyss, Лудвика, Швеция — сведение
- Студия Gear Recording Studio, Шрусбери, Нью-Джерси — запись
- JRod Productions, Помона (Нью-Йорк) — дополнительная запись
- SKH Recording Studios, Стьюарт, Флорида — дополнительная запись

## Позиции в чартах
| Чарт (2010)               | Позиция |
| ------------------------- | ------- |
| U.S. Billboard 200        | 192     |
| Billboard Top Heatseekers | 4       |
| Top Independent Albums    | 24      |
| Top Hard Rock Albums      | 20      |
| Германия                  | 31      |
| Австрия                   | 61      |
| Швейцария                 | 77      |
| Tastemaker Albums         | 14      |